# Antonio Zagari
Antonio Zagari (San Ferdinando, 1954 – 2004) è stato un mafioso italiano della 'ndrangheta, affiliato all'omonima 'ndrina, autore di almeno 16 omicidi e collaboratore di giustizia dal 1990.

## Biografia
(Memoir del 1992 di Antonio Zagari)
Figlio del capobastone Giacomo Zagari (con dote di santista), originario di San Ferdinando, negli anni sessanta si trasferiscono nel varesotto a Malnate.
Dopo aver abbandonato la scuola comincia a fare lavori saltuari come garzone di panetteria, operaio in una officina ed in una vetreria.
Il 14 ottobre 1974 viene sequestrato a Buguggiate il diciassettenne Emanuele Riboli (dove allora gli Zagari risiedevano) di cui in futuro Antonio accuserà suo padre.
Il suo primo arresto avviene nel 1974 a seguito di un tentativo di furto in un ufficio postale della provincia di Cremona.
Si pente nel 1990, assieme a Saverio Morabito e grazie alle sue deposizioni il 15 gennaio 1994 vengono condannati (tra cui lui stesso) al carcere 42 affiliati alle cosche.
Nel 1992 viene pubblicato il suo libro Ammazzare stanca (dalle edizioni Periferia di Cosenza), nel quale racconta la sua storia nella 'Ndrangheta. Dello stesso libro viene fatta ristampa nel 2008.
Nel 1994 il magistrato Armando Spataro riprende le confessioni di Zagari e scatta l'operazione Isola Felice che porta a 114 arresti tra Calabria e Lombardia.
Muore nel 2004 per un incidente in moto avvenuto nella località protetta dove viveva.

## Opere
- Antonio Zagari, Ammazzare stanca, Aliberti editore, 2008,  p. 159, ISBN 88-7424-307-3.
- Antonio Zagari, Ammazzare stanca, Periferia, 1992,  p. 130.

## Cinema
- Ammazzare stanca - Film del 2025 con la regia di Daniele Vicari[1][8].